# Pueraria xyzhuii
Pueraria xyzhuii là một loài thực vật có hoa trong họ Đậu. Loài này được H. Ohashi & Iokawa mô tả khoa học đầu tiên năm 2006.